# Сабор СР Хрватске
Сабор Социјалистичке Републике Хрватске је био највиши орган власти у оквиру права и дужности друштвено-политичке заједнице у Социјалистичкој Републици Хрватској, од 1945. до 1990. године. Према Уставу из 1974. дефинисана је као орган друштвеног самоуправљања и највиши орган власти у оквиру права и дужности друштвено-политичке заједнице.
Конституисан је 25. јула 1945. на Четвртом заседању Земаљског антифашистичког вијећа народног ослобођења Хрватске (ЗАВНОХ) када је ЗАВНОХ преименован у Народни сабор Хрватске. Након избора за Уставотворну скупштину, одржаних 10. новембра 1946. Народни сабор је 18. јануара 1947. донео Устав НР Хрватске којим је променио назив у Сабор Народне Републике Хрватске. Овај назив носио је до доношења новог Устава, 9. априла 1963. када је преименован у Сабор Социјалистичке Републике Хрватске. Усвајањем амандмана на Устав СР Хрватске, након првих вишепартијских избора, 25. јула 1990. преименован је у Сабор Републике Хрватске.
У периоду од 1945. до 1953. био је једнодоман, а од 1953. до 1990. имао је више већа. Од 1953. до 1963. постојала су Републичко веће и Веће произвођача, од 1963. до 1974. било је пет већа — Републичко веће, Привредно веће, Просветно-културно веће, Социјално-здравствено веће и Организационо-политичко веће, а од 1974. до 1990. три већа — Веће удруженог рада, Веће општина и Друштвено-политичко веће. Извршни орган Сабора представљало је Извршно веће Сабора СР Хрватске, а пре тога Влада НР Хрватске.
У периоду од јула 1945. до фебруара 1953. постојао је Президијум Сабора НР Хрватске, који је био колективни шеф државе у НР Хрватској. Након његовог укидања, функцију шефа државе обављао је председник Сабора све до априла 1974. када је установљено Председништво СР Хрватске, чије је чланове и председника бирао Сабор.

## Уставна улога
Према Уставу Народне Републике Хрватске, донетим 18. јануара 1947, као и пратећим законима донетим у складу са њим, Сабор НР Хрватске био је представник народног суверенитета и врховни орган државне власти Народне Републике Хрватске. Бирао се на четири године и у првом сазиву 1947—1950. имао је 176, односно 191, а у другом сазиву 1950—1953. 250 народних посланика (народних заступника), које су бирали грађани на непосредним изборима. За руковођење седницама Сабор је бирао председника, потпредседника и до три секретара. Сазивање саборских заседања, као и расписавње избора за сабор, вршио је Президијум Сабора, који је давао обавезна тумачења усвојених закона и проглашавао их. Сабор је бирао Президијум, а његов мандат трајао је и након његовог распуштања све до избора новг сабора. Извршни орган Сабора била је Влада НР Хрватске. Усавањем Уставног закона о основама друштвеног и политичког уређења Народне Републике Хрватске и републичким органима власти који је Сабор усвојио 5. фебруара 1953. значајно је измењен претходни Устав. Сабор је постао дводоман са Републичким већем (156 посланика) и Већем произвођача (101 посланик), који су бирани на одвојеним изборима. Посланике Републичког већа бирали су грађани на непосредним изборима, док су посланике Већа произвођача бирали запослени у предузећима, као и чланови земљорадничких задруга и занатлије. Укинут је Президијум Сабора, а део његових овлашћења пренет је на функцију председника Сабора. Уместо Владе формирано је Извршно веће Сабора.
Устав Социјалистичке Републике Хрватске донет 9. априла 1963, као и пратећи закони донети у складу са њим, дефинисали су Сабор СР Хрватске као највиши орган власти и друштвеног самоуправљања, у оквиру права и дужности друштвено-политичке заједнице, а сачињавали су је делегати грађана и радних људи у радним заједницама. Нови Устав значајно је изменио структуру сабора, која је имала пет већа — Републичко веће, Привредно веће, Просетно-културно веће, Социјално-здравствено веће и Организационо-политичко веће. Републичко веће имало је 120 посланика и остало је слично претходном, уведеном Уставним законом из 1953, а чинили су га посланици које су грађани бирали на непосредним изборима. Остала већа, збирно названа већа радних заједница, имала су по 80 посланика, које су бирали запослени у радним организацијама. За посланика Републичког већа могао је бити биран сваки грађанин који је имао бирачко право, док су за посланике већа радних заједница бирани радници или чланови руководства радне организације, као и функционери синдиката у одговарајућим областима рада. Уставна новина била је дужина мандата посланика, па је предвиђено да се на две године бира половина посланика савког већа, али је ова одредба укинута уставним амандманима почетком 1969. када је мандат свих посланика враћен на четири године. Извршни орган сабора остало је Извршно веће Сабора које су бирали посланици Републичког већа, због чега је оно у овом периоду (1963—1974) често колоквијално називано Републичко извршно веће.
Након дуже уставне реформе, нови Устав Социјалистичке Републике Хрватске донет је 22. фебруара 1974. и према њему саборски систем заснован је на делегатском систему, а Сабор СР Хрватске имао је три већа — Веће удруженог рада (160 делегата), Веће општина и Друштвено-политичко веће (по 80 делегата). Уставним одредбама формиране су  делегатске скупштине, почевши од скупштина општине, преко скупштина градова и сабора на републичком нивоу. Општинску скупштину чинила су три већа — Веће месних заједница, Веће удруженог рада и Друштвено-политичко веће, док је градска имале иста већа као Сабор. Непосредним изборима бирани су само делегати на општинском нивоу, док су градска и Сабор формиране од делегата које су бирале општинске скупштине, чиме је уведен систем посредног избора скупштинских делегата. Једна од новина Устава из 1974. било је формирање Председништва СР Хрватске, које је имало функцију колективног председника Републике, а чије је чланове бирао Сабор.
| правни акт          | назив сабора      | број домова | називи домова                | број посланика | укупно посланика |
| ------------------- | ----------------- | ----------- | ---------------------------- | -------------- | ---------------- |
| Устав 1946.         | Сабор НР Хрватске | један       | /                            | /              | 176/191 — 250    |
| Уставни закон 1953. | Сабор НР Хрватске | два         | Републичко веће              | 156            | 257              |
| Уставни закон 1953. | Сабор НР Хрватске | два         | Веће произвођача             | 101            | 257              |
| Устав 1963.         | Сабор СР Хрватске | пет         | Републичко веће              | 120            | 440              |
| Устав 1963.         | Сабор СР Хрватске | пет         | Привредно веће               | 80             | 440              |
| Устав 1963.         | Сабор СР Хрватске | пет         | Просветно-културно веће      | 80             | 440              |
| Устав 1963.         | Сабор СР Хрватске | пет         | Социјално-здравствено веће   | 80             | 440              |
| Устав 1963.         | Сабор СР Хрватске | пет         | Организационо-политичко веће | 80             | 440              |
| Устав 1974.         | Сабор СР Хрватске | три         | Веће удруженог рада          | 156            | 351              |
| Устав 1974.         | Сабор СР Хрватске | три         | Друштвено-политичко веће     | 80             | 351              |
| Устав 1974.         | Сабор СР Хрватске | три         | Веће општина                 | 115            | 351              |

## Историјат

### Конституисање сабора 1943—1946.
У току Народноослободилачког рата у Хрватској је 14. јуна 1943. формирано Земаљско антифашистичко вијеће народног ослобођења Хрватске (ЗАВНОХ) које је представљало врховно представничко, законодавно и извршно тело Народноослободилачког покрета Хрватске. Оно је преко Народноослободилачких одбора, који су од почетка рата формирани на територији под контролом партизана, вршило власт на ослобођеној територији. Због ратних околности, ЗАВНОХ је обједињавао законодавну и извршну власт, а његово Председништво представљало је извршни орган, при коме су оснивана разна одељења за послове државне управе — привреду, просвету, здравље, социјално старање, правосуђе, финансије и др, која су била претеча будућих министарстава.
Након ослобођења Загреба, у њему је 24. и 25. јула 1945. одржано Четврто заседање ЗАВНОХ на коме је 25. јула ЗАВНОХ прерастао у Народну сабор Хрватске, а његово Председништво, на чијем се челу налазио Владимир Назор, постало је Председништво Народног сабора. Истог дана формирана је и Влада Федералне Хрватске чији је председник био Владимир Бакарић. Ова влада, у коју су ушли и представници грађанских партија, заменила је претходну Народну владу Хрватске, формирану 14. априла 1945. у Сплиту, коју су чинили само представници Јединственог народног фронта Хрватске (ЈНОФ). Овим чином формирана је Федерална Држава Хрватска, која је била део Демократске Федеративне Југославије успостављене формирањем Привремене владе, 7. марта 1945. године.
Августа 1945. у Београду је одржано Треће заседање АВНОЈ, на коме је АВНОЈ као највише представничко тело прерастао у Привремену народну скупштину ДФЈ, која је расписала изборе за Уставотворну скупштину, која је имала два дома — Савезну скупштину и Скупштину народа. Избори су одржани 11. новембра 1945, а пошто је опозиција одлучила да их бојкотује, на њима је учествовала само листа Народног фронта Југолавије (НОФ) и добила 90,4%, док је „кутија без листе” добила 9,6% гласова. Уставотворна скупштина ДФЈ донела је 29. новембра 1945. деклерацију о проглашењу Федеративне Народне Републике Југославије (ФНРЈ) којом је званично укинута монархија и успостављена федерална република. Први Устав ФНРЈ усвојен је 31. јануара 1946. и у складу са њим Уставотворна скупштина је постала Народна скупштина ФНРЈ са Савезним већем и Већем народа. После усвајања Устава ФНРЈ, Народни сабор Хрватске донео је 26. фебруара 1946. Закон о имену Народне Републике Хрватске којим је Федерална Држава Хрватска променила назив у Народна Република Хрватска. Истим Законом Народни сабор Хрватске преименован је у Сабор НР Хрватске, а Председништво Народног сабора у Президијум Сабора НР Хрватске.
Поред рада на учвршћивању власти и обнови земље, Сабор НР Хрватске у току лета 1946. радио је и на припреми услова за организовање избора за Уставотворни сабор Хрватске, који је требао да донесе Устав НР Хрватске. У том циљу су 30. августа донети Закон о Уставотворном сабору НР Хрватске и Закон о избору народних посланика Уставотворног сабора НР Хрватске. Организација избора поверена је Изборној комисији НР Хрватске, а избори су одржани 10. новембра 1946. године. Као и на изборима за федерални парламент, новембра 1945, опозиција се одлучила за бојкот, па су гласачи бирали између листе Народног фронта Хрватске, која је освојила већину гласова и „кутије без листе”. Новоизабрани Уставотворни сабор састао се 28. новембра 1946. и потврдила сва акта која су донели ЗАВНОХ и његово Председништво, као и Народни сабор и његово Председништво. На седници 30. новембра изабран је Златан Сремец за председника, Стево Зечевић за потпредседника и Нино Рупчић, Никола Јакшић и Иво Сењановић за секретаре Уставотворне скупштине. На наредној седници, одржаној 1. децембра 1946, изабрани су чланови Президијума Уставотворног сабора, за чијег је председника поново изабран Владимир Назор, као и нова Влада Народне Републике Хрватске, чији је председник остао Владимир Бакарић.
Уставотворни сабор је 18. јануара 1947. усвојио и прогласио Устав Народне Републике Хрватске након чега је рад наставио као Сабор Народне Републике Хрватске. Усвајањем Устава заокружена је изградња институција потребних за функционисање једне од шест федералних јединица у саставу југословенске федерације.

### Сабор НР Хрватске 1946—1953.
Сабор Народне Републике Хрватске одржао је у првом четворогодишњем мандату, од 1946. до 1950. осам редовних и три ванредна заседања, током којих су усвојена 52 закона. У овом периоду, успостављен је политички систем НР Хрватске и започета обнова и изградња земље. Рад сабора одвијао се у веома сложеним друштвеним и политичким условима, које је изазвао политички сукоб Југославије и Совјетског Савеза. Након Резолуције Информбироа, Југославија се нашла у међународној изолацији, што је довело до финансијских потешкоћа, као и чврсто контролисаног укупног друштвеног живота од стране Комунистичке партије. Сабор је 27. јуна 1947. усвојио Закон о Петогодишњем плану развитка народне привреде НР Хрватске који је предвиђао ликвидирање привредне и теничке заосталости; инвестирање у индустрију, рударство и електропривреду; развијање задругарства на селу; ивестирање у здравство и културу; изградњу социјализма и др. Доношењем Закона о управљању државним привредним предузећима и вишим привредним удружењима од стране радних колектива започео је период радничког самоуправљања, новог облика управљања у друштвено-економском и политичком систему Хрватске. Након потписивања Мировног уговора са Италијом, У Паризу 10. фебруара 1947, територије Истре, Ријеке и Задра су 15. септембра исте године и званично укуључене у састав ФНР Југославије, односно НР Хрватске. На овим територијама одржани су 30. новембра 1947. допунски избори за Савезно веће Народне скупштине ФНРЈ и Сабор НР Хрватске. Том приликом изабрано је 15 нових посланика, па је укупан број посланика Сабора повећан са 176 на 191. Тада је за још једног потпредседника Сабора изабран Јосип Шестан, посланик из Бузета. У току мандата првог Сабора, преминуо је 15. јуна 1949. председник Президијума Сабора Владимир Назор, а на његово место је 15. октобра исте године изабран Карло Мразовић. Први сазив Сабора распуштен је 11. септембра 1950. након усвајања новог Закона од избору народних заступника за Сабор НР Хрватске.
Избори за други сазив Сабора Народне Републике Хрватске одржани су 5. новембра 1950. године. Према новом Закону о изборима, један народни посланик бирао се на 15.000 становника, уместо на ранијих 20.000, па је број посланика у Сабору повећан на 250. Попут претходних избора, гласало се за листу Народног фронта Хрватске, која је добила 97,8% и „кутију без листе”, која је добила 2,1% гласова. Новоизабрани Сабор састао се 2. децембра 1950, а на седници одржаној 4. децембра изабрано је руководство сабора — Златан Сремец председник; Јосип Шестан, Перица Дозет и Анте Вркњан потпредседници и Стјепан Дебељак, Никола Јакшић и Иво Сењановић секретари. Истог дана изабрани су — нови Президијум Сабора и нова Влада НР Хрватске, чији су председници остали Карло Мразовић и Владимир Бакарић.

## Сазиви сабора
| сазив | избори                   | период             | период              | трајање           | назив                                                       | број домова | правни акт             |
| ----- | ------------------------ | ------------------ | ------------------- | ----------------- | ----------------------------------------------------------- | ----------- | ---------------------- |
| /     | /                        | 13. јун 1943.      | 25. јул 1945.       |                   | Земаљско антифашистичко вијеће народног ослобођења Хрватске | једнодоман  | /                      |
| /     | /                        | 25. јул 1945.      | 26. фебруар 1946.   |                   | Народни сабор Хрватске                                      | једнодоман  | /                      |
| /     | /                        | 26. фебруар 1946.  | 28. новембар 1946.  | Сабор НР Хрватске |                                                             | једнодоман  | /                      |
| 1     | 10. новембар 1946.       | 28. новембар 1946. | 18. јануар 1947.    |                   | Уставотворни сабор НР Хрватске                              | једнодоман  | /                      |
| 1     | 10. новембар 1946.       | 18. јануар 1947.   | 11. септембар 1950. | Сабор НР Хрватске | Устав из 1947.                                              | једнодоман  |                        |
| 2     | 5. новембар 1950.        | 2. децембар 1950.  | 16. септембар 1953. | Сабор НР Хрватске | Устав из 1947.                                              | једнодоман  |                        |
| 3     | 22. новембар 1953.       | 16. децембар 1953. | 1958.               | Сабор НР Хрватске |                                                             | дводоман    | Уставни закон из 1953. |
| 4     | 23. март 1958.           | 9. април 1958.     | 9. април 1963.      | Сабор НР Хрватске |                                                             | дводоман    | Уставни закон из 1953. |
| 5     | 16. јун 1963.            | 26. јун 1963.      | 14. мај 1965.       |                   | Сабор СР Хрватске                                           | петодоман   | Устав из 1963.         |
| 5     | 18. април 1965.          | 14. мај 1965.      | 11. мај 1967.       |                   | Сабор СР Хрватске                                           | петодоман   | Устав из 1963.         |
| 5     | 23. април 1967.          | 11. мај 1967.      | 1969.               |                   | Сабор СР Хрватске                                           | петодоман   | Устав из 1963.         |
| 6     | 13. април 1969.          | 8. мај 1969.       | 22. фебруар 1974.   |                   | Сабор СР Хрватске                                           | петодоман   | Устав из 1963.         |
| 8     | април 1974.              | 8. мај 1974.       | 1978.               |                   | Сабор СР Хрватске                                           | тродоман    | Устав из 1974.         |
| 9     | април 1978.              | 9. мај 1978.       | 1982.               |                   | Сабор СР Хрватске                                           | тродоман    | Устав из 1974.         |
| 10    | април 1982.              | 10. мај 1982.      | 6. мај 1986.        |                   | Сабор СР Хрватске                                           | тродоман    | Устав из 1974.         |
| 11    | април 1986.              | 9. мај 1986.       | 1990.               |                   | Сабор СР Хрватске                                           | тродоман    | Устав из 1974.         |
| 12    | 22. април и 7. мај 1990. | 30. мај 1990.      | 25. јул 1990.       |                   | Сабор СР Хрватске                                           | тродоман    | Устав из 1974.         |
| 12    | 22. април и 7. мај 1990. | 30. мај 1990.      | 7. септембар 1992.  | Сабор Хрватске    | Амнадмани на Устав из 1974.                                 | тродоман    |                        |

## Председници сабора
| назив                                     | сазив | број | име и презиме       | почетак мандата    | крај мандата        | трајање мандата | напомена | реф.   |
| ----------------------------------------- | ----- | ---- | ------------------- | ------------------ | ------------------- | --------------- | --- | ------ |
| ЗАВНОХ 1943—1945.                         | —     | —    | Владимир Назор      | 13. јун 1943.      | 25. јул 1945.       |                 | У функцији председника као председник Председништва ЗАВНОХ, Председништва Народног сабора и Президијума Сабора НР Хрватске |        |
| Народни сабор Хрватске 1945—1946.         | —     | —    | Владимир Назор      | 25. јул 1945.      | 26. фебруар 1946.   |                 | У функцији председника као председник Председништва ЗАВНОХ, Председништва Народног сабора и Президијума Сабора НР Хрватске |        |
| Сабор НР Хрватске 1946.                   | —     | —    | Владимир Назор      | 26. фебруар 1946.  | 1. децембар 1946.   |                 | У функцији председника као председник Председништва ЗАВНОХ, Председништва Народног сабора и Президијума Сабора НР Хрватске |        |
| Уставотворни сабор НР Хрватске 1946—1947. | 1     | 1    | Златан Сремец       | 1. децембар 1946.  | 18. јануар 1947.    |                 | |        |
| Сабор НР Хрватске 1947—1963.              | 1     | 1    | Златан Сремец       | 18. јануар 1947.   | 11. септембар 1950. |                 | |        |
| Сабор НР Хрватске 1947—1963.              | 2     | 1    | Златан Сремец       | 2. децембар 1950.  | 16. септембар 1953. |                 | |        |
| Сабор НР Хрватске 1947—1963.              | 3     | 2    | Владимир Бакарић    | 16. децембар 1953. | 10. март 1958.      |                 | |        |
| Сабор НР Хрватске 1947—1963.              | 4     | 2    | Владимир Бакарић    | 10. март 1958.     | 26. јун 1963.       |                 | |        |
| Сабор СР Хрватске 1963—1990.              | 5     | 3    | Иван Крајачић       | 26. јун 1963.      | 11. мај 1967.       |                 | |        |
| Сабор СР Хрватске 1963—1990.              | 5     | 4    | Јаков Блажевић      | 11. мај 1967.      | 8. мај 1969.        |                 | |        |
| Сабор СР Хрватске 1963—1990.              | 6     | 4    | Јаков Блажевић      | 8. мај 1969.       | 8. мај 1974.        |                 | |        |
| Сабор СР Хрватске 1963—1990.              | 7     | 5    | Иво Перишин         | 8. мај 1974.       | 9. мај 1978.        |                 | |        |
| Сабор СР Хрватске 1963—1990.              | 8     | 6    | Јуре Билић          | 9. мај 1978.       | 10. мај 1982.       |                 | |        |
| Сабор СР Хрватске 1963—1990.              | 9     | 7    | Јово Угрчић         | 10. мај 1982.      | 11. мај 1983.       |                 | | [ 23 ] |
| Сабор СР Хрватске 1963—1990.              | 9     | 8    | Милан Рукавина Шаин | 11. мај 1983.      | 10. мај 1984.       |                 | | [ 24 ] |
| Сабор СР Хрватске 1963—1990.              | 9     | 9    | Иво Латин           | 10. мај 1984.      | 10. мај 1985.       |                 | | [ 25 ] |
| Сабор СР Хрватске 1963—1990.              | 9     | 10   | Јосип Змајић        | 10. мај 1985.      | 6. мај 1986.        |                 | | [ 26 ] |
| Сабор СР Хрватске 1963—1990.              | 10    | 11   | Анђелко Руњић       | 9. мај 1986.       | 9. мај 1988.        |                 | | [ 27 ] |
| Сабор СР Хрватске 1963—1990.              | 10    | 11   | Анђелко Руњић       | 9. мај 1988.       | 30. мај 1990.       | [ 28 ]          | |        |
| Сабор СР Хрватске 1963—1990.              | 11    | 12   | Жарко Домљан        | 30. мај 1990.      | 25. јул 1990.       |                 | | [ 29 ] |